# Music Production Center
Music Production Center (MPC) bezeichnet eine Serie von Samplern- und Sequenzern- bzw. Drumcomputern des japanischen Elektronikherstellers Akai. Diese waren vor der Entwicklung der MPC 1000 unter dem Namen MIDI Production Center bekannt. Da aber die Geräte technisch anspruchsvoller wurden und auch immer besser mit Audiomaterial umgehen konnten, handelte es sich technisch nicht mehr um einen klassischen MIDI-Sequenzer, weshalb die Reihe umbenannt wurde.
Nach wie vor ist das Music Production Center vor allem unter der Abkürzung MPC bzw. Akai MPC bekannt und wird vor allem im Bereich des Hip-Hop verwendet.
Das Konzept der MPC 60 und MPC 60 II wurde von Roger Linn entwickelt. Charakteristisch für die MPC sind die 16 dynamischen und anschlagsempfindlichen Pads, mit denen sich Drum-Sounds und Samples einspielen lassen. Die MPC arbeiten patternorientiert.

## Modelle
Mittlerweile hat Akai zehn MPC und einige Sondermodelle herausgebracht, die sich vor allem im Speicher und den Erweiterungsmöglichkeiten unterscheiden:

### MPC 60

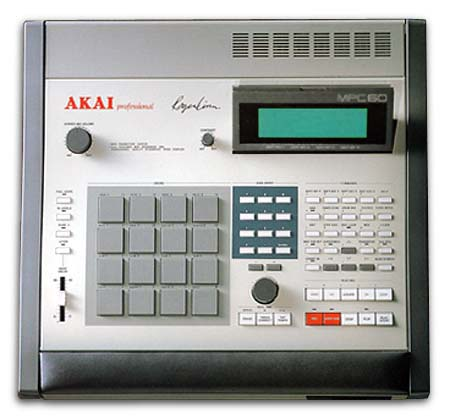
MPC 60

Das älteste Gerät und Kultgerät der Reihe. Es kam 1988 auf den Markt. Die Kapazität des flüchtigen Arbeitsspeichers der MPC 60 beträgt standardmäßig 750 Kilobyte und lässt sich durch den Einbau einer Spezialplatine auf das Doppelte (1,5 Megabyte) erweitern. Samples werden in Mono, mit 40 kHz Samplerate und 12 Bit (non-linear) Auflösung aufgezeichnet. Die Klangqualität ist damit einer CD deutlich unterlegen. Maximal lassen sich damit 5 Sekunden aufzeichnen.

Zu seiner Zeit als modernster Standard genutzt, war die MPC 60 an der Entstehung und Entwicklung damals aktueller Musikstile entscheidend beteiligt. Der Klang dieser Musikstile mit seinem heute als „schmutzig“ bezeichneten Eigenklang wurde von den damaligen Geräten geprägt, weshalb aktuelle Klangmodule und -software Effekte einsetzen, die mittels Reduzierung der Samplerate und Bitbreite des Audiosignales einen Klang zu erzielen, der dem Klang der alten Sampler ähnlich ist (als „LoFi“, „Bit reducer“, „Bit grunger“ oder ähnlich bezeichnet).

### MPC 60 II
Dieses Modell basiert auf der MPC 60 und hat ein vollkommen anderes Gehäuse. Es kam 1991 auf den Markt. Zusätzlich wurde ein frontseitiger Kopfhörerausgang integriert. Die technischen Details sind identisch mit der MPC 60.

### MPC 3000
1994 kam dieses sehr rare Modell mit besser ausbaubarem Speicher bis zu 32 mb und erheblichen Firmwareverbesserungen (OS 3.10 auch für MPC 60 nachrüstbar) auf den Markt. Außerdem besitzt die MPC 3000 ein besser ablesbares Display als die MPC 60 mk1.

### MPC 2000

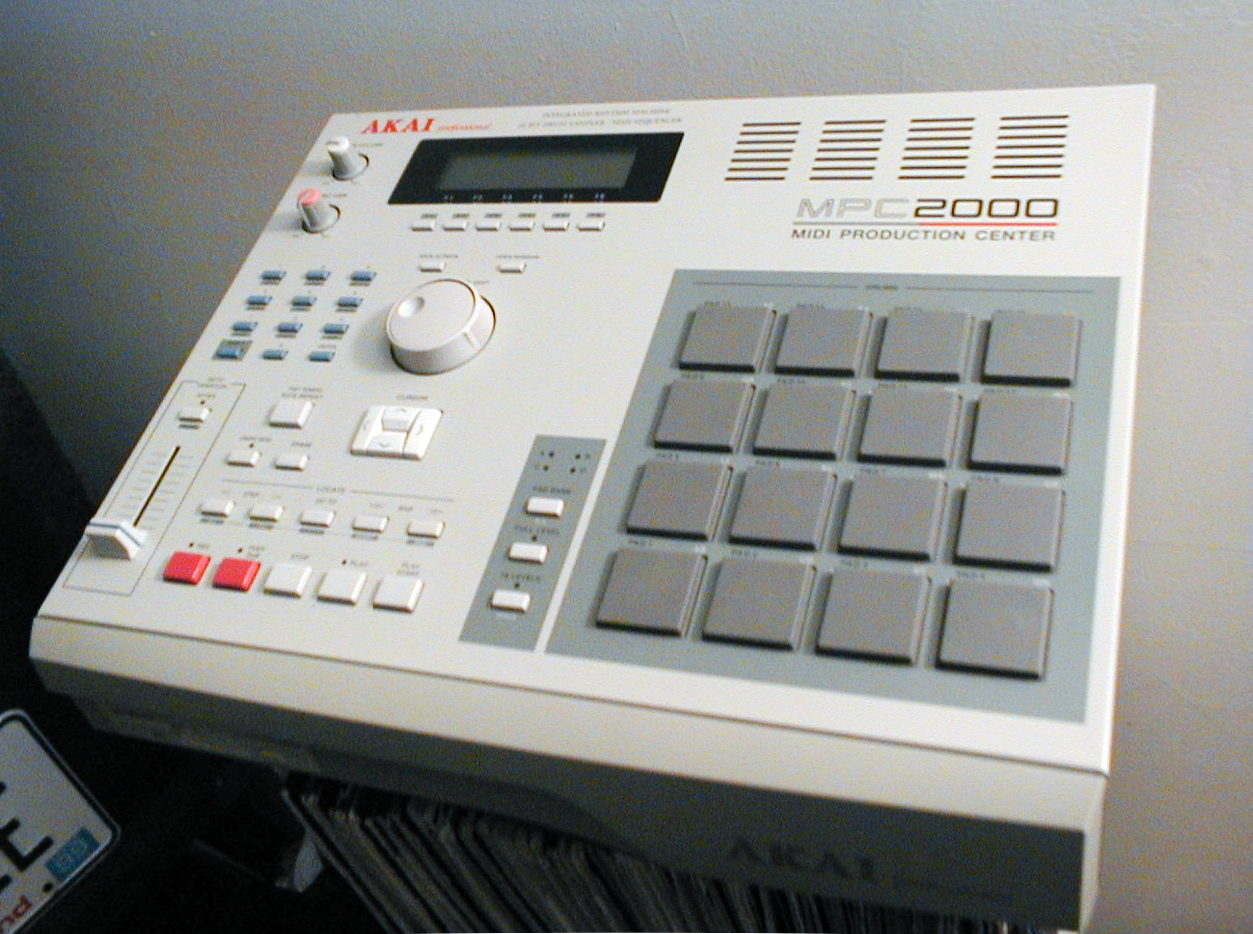
MPC 2000

AKAI brachte dieses MPC-Modell 1997 auf den Markt. Es bietet die Möglichkeit, bis zu 32 MB RAM Arbeitsspeicher, ein Effektboard sowie acht Einzelausgänge nachzurüsten. Die Einzelausgänge erlauben eine getrennte Verarbeitung der verschiedenen Spuren außerhalb der MPC, was die Flexibilität in der Produktion erheblich verbessert. Außerdem können externe SCSI-Festplatten sowie Zip-Laufwerke oder Kartenleser angeschlossen werden. Ein internes Diskettenlaufwerk besitzt die MPC 2000 serienmäßig.

### MPC 2000XL

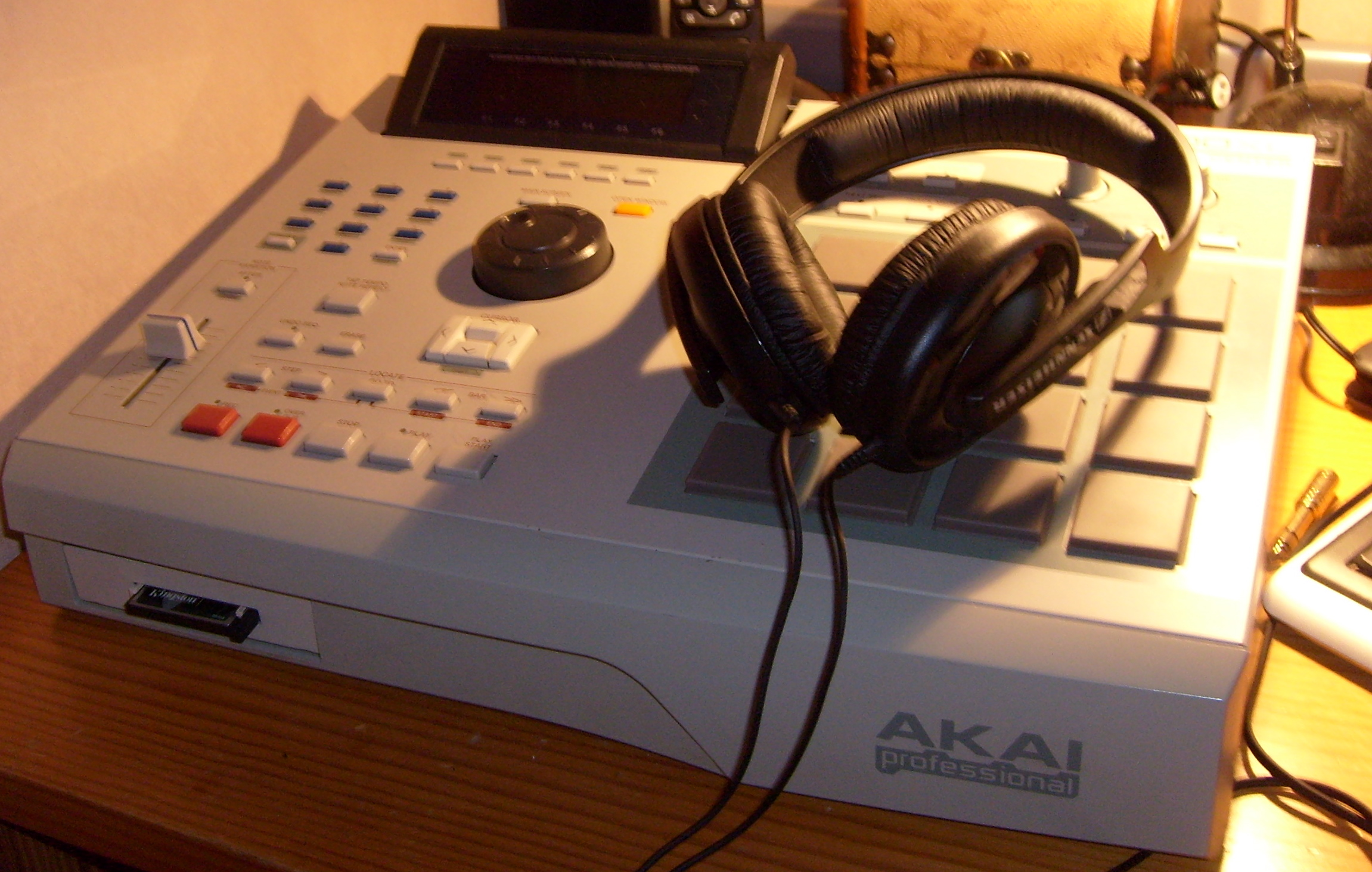
MPC 2000 XL

Das bisher populärste MPC kam 1999 auf den Markt. Es ist eine erweiterte Version des MPC 2000 und verfügt über ein höhenverstellbares Display. Von der MPC 2000XL existieren auch mehrere Sondermodelle, die sich vor allem optisch unterschieden. Eine Besonderheit stellt die MPC 2000XL MCD dar, die statt eines Diskettenlaufwerks mit einem internen Kartenleser ausgestattet ist.

### MPC 4000
Die MPC 4000, das Flaggschiff der MPC-Reihe, besitzt ein sehr großes, sehr gut lesbares Display und lässt sich vollständig über einen angeschlossenen Computer verwalten. Sie kam 2002 auf den Markt und ist das leistungsstärkste MPC der gesamten Baureihe, weil sie als einzige Samples mit 24 bit und 96 khz verarbeiten kann und der Arbeitsspeicher bis zu 512 MB ausbaufähig ist.

### MPC 1000

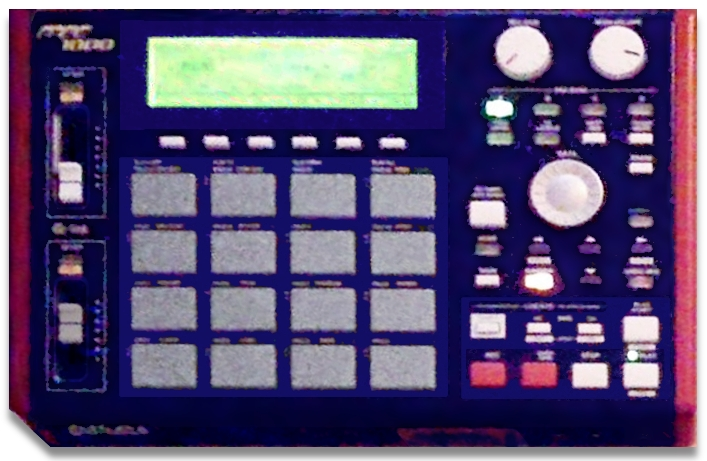
MPC 1000

Das erste MPC mit kompakten Abmessungen kam 2003 auf den Markt und wurde serienmäßig mit einem internen Compact-Flash-Kartenleser ausgeliefert. Das Gerät kann als Massenspeicher über USB an PC oder Mac angeschlossen werden, was eine schnelle Übertragung von Samples ermöglicht. Es besitzt außerdem serienmäßig vier Einzelausgänge und hat statt der klassischen quadratischen nun rechteckige, etwas härtere Pads. Ab Werk besitzt das Gerät 16 MB RAM-Speicher, der sich auf 128 MB erweitern lässt. Mit Hilfe eines Adapters kann auch eine interne Festplatte eingebaut werden. Die MPC 1000 ist in einer blau/roten und einer schwarzen Variante erhältlich, die aber technisch (bis auf weichere Pads mit der zuverlässigen Sensortechnik älterer MPCs bei der neuen schwarzen Version, mit Ausnahme der ersten Produktionsläufe jener Version) identisch sind. Die inoffizielle Firmware JJ OS, federführend geschrieben von einem japanischen Programmierer, welcher zuvor für AKAI an der Entwicklung der Geräte beteiligt war, erlangte große Aufmerksamkeit, da sie den Funktionsumfang der MPC 1000 auf den einer MPC 2500 und darüber hinaus erweitert. Angeblich erhielt er bei AKAI auch seinen Spitznamen 'Japanese Jenius', kurz JJ. Die Firmware gibt es in mehreren, preislich abgestuften Versionen. Unter anderem gibt es auch eine Variante für ein größeres Display, welches in Onlineshops als inoffizielles Zubehör angeboten wird und selbstständig eingebaut werden muss. Die Bildpunkte erweitern sich dadurch auf 240 × 128.

### MPC 2500
In der MPC 2500 wurden Funktionen wie Chop-Shop und Grid-Edit in die offizielle Firmware integriert. Sie kam 2005 auf den Markt. Das inoffizielle JJ OS ist auch für dieses Modell verfügbar und wird von manchen Anwendern auf Grund des veränderten Arbeitsflusses bevorzugt. Die MPC 2500 Special Edition, die inzwischen nicht mehr hergestellt wird, verfügte über ein auffälliges weißes Gehäuse und einem blauen Display sowie einem CD-Brenner.

### MPC 500
Mit der Möglichkeit des Batteriebetriebs stellt die MPC 500 das erste wirklich mobile Modell der Reihe dar. Ihr Marktstart war 2007. Für das kompakte Format wurde die Anzahl der Pads von 16 auf 12 reduziert und das Display verkleinert. Zudem wurden die Funktionen des Betriebssystems reduziert. So fehlen zum Beispiel wichtige Funktionen wie AUDIO INPUT THRU oder CHOP SHOP (SLICING) und die Belegungsmöglichkeiten für den Q-Link Fader sind sehr begrenzt.

### MPC 5000

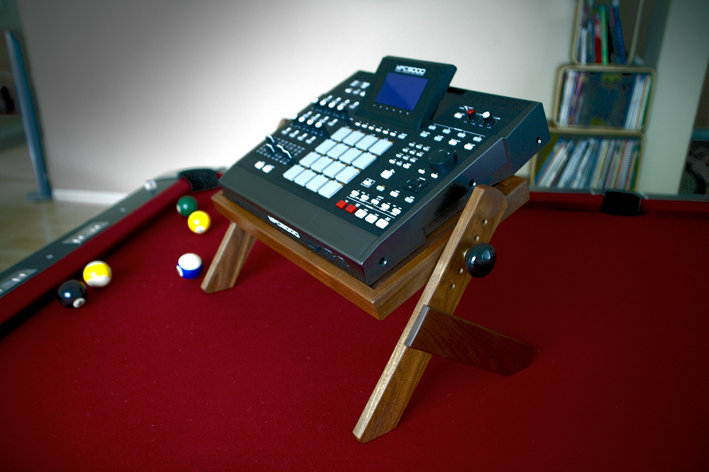
MPC 5000

Bei der MPC 5000 handelte es sich ab 2009 um das Spitzenmodell der MPC-Serie. Sie verfügt unter anderem über einen eingebauten 24-stimmigen VA-Synthesizer, einen 8-Spur-Harddiskrekorder sowie ein größeres Display. Zudem wird die MPC 5000 bereits in der Grundausstattung mit 64 MB Sample-Ram ausgeliefert, das sich auf 192 MB ausbauen lässt. Weitere Ausstattungsmerkmale sind das eingebaute ADAT-Interface, das die digitale Übertragung von 8 Audio-Kanälen gestattet. Auch die Effekt-Ausstattung wurde gegenüber den kleineren Modellen erweitert. Ebenso wurde die Anzahl der Q-Link-Controller gegenüber der MPC 2500 verdoppelt.

### MPC Touch
Ende 2015 kam das Modell MPC Touch auf den Markt. Hierbei handelt es sich um einen reinen Controller, d. h., es wird zusätzlich ein Computer benötigt. Dieses Modell wird mittlerweile nicht mehr hergestellt.

### MPC Live
Seit Frühjahr 2017 ist die MPC Live auf dem Markt. Sie bietet wie die früheren Modelle die Möglichkeit, autark genutzt zu werden. Aber sie kann auch an einem Computer als Controller dienen. Die MPC Live lässt sich dank ihrer eingebauten Lithium-Ionen-Akkus mobil nutzen. Es ist ein 7"-Multi-Touch-Display eingebaut.

### MPC X
Seit Herbst 2017 ist das aktuelle Spitzenmodell, die MPC X, auf dem Markt. Neu sind die 8 CV/Gate Ausgänge, die einen direkten Anschluss an modulare Synthesizer ermöglichen. Es ist ein 10,1" Multi-Touch-Display eingebaut, und die 16 Q-Link-Controller haben jeweils ein kleines Display, das die aktuelle Funktion anzeigt.

## Bekannte MPC-Nutzer
- Pete Rock (MPC 2000 XL)
- Damu the Fudgemunk (MPC 2000)
- Marteria (MPC 2500 SE)
- Masters of Rap (MPC 2000)
- Bushido (MPC 2000 XL)
- Kanye West (MPC 2000, MPC 2000 XL)
- Torch (Rapper) (MPC 2000, MPC 2000 XL)
- DJ Mike MD (MPC 60, MPC Studio)
- Joe Hahn (MPC 2000)
- DJ Premier (MPC 60)MkII plus S-950
- Melbeatz (MPC 4000)
- DJ Shadow (MPC 60)
- J Dilla (MPC 3000)
- Just Blaze (MPC 4000)
- Dr. Dre (3 × MPC 3000)
- Hi-Tek (MPC 3000)
- Swizz Beatz (MPC 3000)
- DJ Quik(MPC 3000)
- Samy Deluxe (MPC 1000)
- Mike Shinoda (MPC 1000)
- Jamie xx
- Daft Punk
- Markus Schatz (MPC 2500)
- Zombie Nation (MPC 4000)
- The Kills
- Culcha Candela (MPC 1000)
- Kool Savas (MPC 5000)
- Sido    (MPC 5000)
- Azad    (MPC 2000, MPC 5000)
- The Alchemist    (MPC 2000 XL, MPC 2500, MPC 5000)
- Retrogott  (MPC 500)
- Ty Dolla Sign (MPC 2000XL)
- Funkypus (MPC 2000XL)
- Sean Price (MPC 1000)
- Chris Pitman (MPC 2000)
- Twit One (MPC 500)
- Hulk Hodn (MPC 2000)
- Eminem (MPC 2000)
- AraabMuzik (8× MPC 2500)
- Samjoe (MPC 1000)
- Melissa Reese (MPC Live)
- GusGus (MPC 2500)